# Tadanori Koshino
Tadanori Koshino –en japonés, 越野 忠則, Koshino Tadanori– (Shiranuka, 3 de abril de 1966) es un deportista japonés que compitió en judo.
Participó en los Juegos Olímpicos de Barcelona 1992, obteniendo una medalla de bronce en la categoría de –60 kg. En los Juegos Asiáticos de 1990 consiguió una medalla de oro.
Ganó dos medallas en el Campeonato Mundial de Judo en los años 1989 y 1991, y una medalla en el Campeonato Asiático de Judo de 1988.

## Palmarés internacional
| Juegos Olímpicos    | Juegos Olímpicos      | Juegos Olímpicos  | Juegos Olímpicos |
| Año                 | Lugar                 | Medalla           | Categoría        |
| ------------------- | --------------------- | ----------------- | ---------------- |
| 1992                | Barcelona (España)    | Medalla de bronce | –60 kg           |
| Campeonato Mundial  |                       |                   |                  |
| Año                 | Lugar                 | Medalla           | Categoría        |
| 1989                | Belgrado (Yugoslavia) | Medalla de plata  | –60 kg           |
| 1991                | Barcelona (España)    | Medalla de oro    | –60 kg           |
| Juegos Asiáticos    |                       |                   |                  |
| Año                 | Lugar                 | Medalla           | Categoría        |
| 1990                | Pekín (China)         | Medalla de oro    | –60 kg           |
| Campeonato Asiático |                       |                   |                  |
| Año                 | Lugar                 | Medalla           | Categoría        |
| 1988                | Damasco (Siria)       | Medalla de oro    | –60 kg           |